# مارسی ریلان
مارسی ریلان (انگلیسی: Marcy Rylan؛ زادهٔ ۴ نوامبر ۱۹۸۰) یک هنرپیشه اهل ایالات متحده آمریکا است. وی از سال ۲۰۰۵ میلادی تاکنون مشغول فعالیت بوده‌است.

## گزیده از فیلمشناسی
از فیلم‌ها یا برنامه‌های تلویزیونی که وی در آن نقش داشته‌است می‌توان به آثار زیر اشاره کرد.
- آن را روشن کنید (۲۰۰۶)
- مزخرفاتی که پدرم می‌گوید (۲۰۱۱)
- سی‌اس‌آی (۲۰۱۳)